# Рабіндранат Тагор
Рабіндрана́т Таго́р (бенг. রবীন্দ্রনাথ ঠাকুর [Робіндронатх Тхакур], англ. Rabindranath Tagore; 7 травня 1861 — 7 серпня 1941) — бенгальський та індійський письменник, поет, драматург, композитор, Нобелівський лауреат (1913). Автор гімнів Індії та Бангладеш.

## Біографія
Ім'я Тагор є англізованою транслітерацією від Тхакур. Початкове прізвище Тагорів було Кушарі. Вони були брахманами Піралі («Піралі» історично носило стигматизований і принизливий відтінок), які спочатку належали до села під назвою Куш в районі під назвою Бурдван у Західній Бенгалії.
Народився в Калькутті та був молодшим з чотирнадцяти дітей у відомій і заможній сім'ї-клану Тагор. Рід Тагор був дуже давнім і серед його предків були засновники релігійної течії Аді Дгарм. Його батько, Махаріші Дебендранат Тагор (1817—1905 роки), був брахманом, який часто здійснював паломництва до святих місць Індії, він мав тісні дружні стосунки з реформатором Раджа Рам Мохан Раєм (Raja Ram Mohan Roy). Дебендранат став центральною фігурою серед брахманів після смерті Рая, та своїми діяннями завоював велику повагу серед послідовників Махаріші. Він продовжував до своєї смерті вести за собою прихильників релігійної течії «Аді Брахма Шомадж». Його жінки, вийшли заміж у клані Тагора, за тодішніми звичаєвими правилами, й жили в навколишніх селах Східної Бенгалії. Мати Рабіндранат Тагора — Сарада Деві (1830—1875 роки), померла в молодому віці, коли Тагору було лише 14 років.

### Дитячі роки
Дитиною Тагор жив серед атмосфери мистецтва та просвітництва, в якій були поширені літературні читання, проводилися музичні концерти, і театральні постановки. Будинок сім'ї Тагорів «Джорасанко» був визначальним культурним центром міста. Старший брат Рабіндраната, Діджендранат (Dwijendranath), був шанованим бенгальським філософом і поетом. Інший брат, Сатєндранат (Satyendranath), був першим етнічним індійцем, призначеним до Англо-індійської Цивільної адміністрації (Indian Civil Service). Ще один його брат, Джйотіріндранат Тагор (Jyotirindranath), був талановитим музикою, композитором і драматургом. Його сестра, Сварнакумарі Деві (Swarnakumari Devi) отримала популярність як письменник-новеліст. Дружина брата композитора, Кадамбарі (Kadambari) була лишень на трохи старша за Рабіндраната — стала його близьким другом і справляла надалі потужний вплив на нього, а по своїй смерті в 1884 році залишила глибокий емоційний слід у творчому житті Тагора. Надалі його небожі, Абаніндранатх та Ґаганендранатх, стали відомим художниками.
За перші десять років свого життя, Тагор майже не знав свого батька, який часто за своїм покликанням подорожував по північній Індії, Англії та інших місцях. Тим часом життя Рабіндраната в основному протікало в колі його великої мистецької сім'ї та в родовому помісті, йому було заборонено залишати дім для інших цілей, ніж відвідання школи. Хоча це була високоосвічена й мистецька родина, але їхні діти виховувалися згідно з тими релігійними й кастовими догмами та нормами, що проповідували послідовники Махаріши, адже вони мали бути зразковими у своїх вчинках, такими, з яких беруть приклад, як брахмани Аді Брахма Схомадж. Через такі умови, дитиною Рабіндранат Тагор був у захоплені від зовнішнього світу, відкритого простору і природи, що його манили та приваблювали. Під впливом мистецького сімейного кола та зачарованості від навколишнього світу, Тагор почав писати свої перші вірші у вісім років, і він наполегливо вмовляв свого старшого брата, щоб той прочитав їх людям в будинку, коли відбувалися там мистецькі вечори — згодом вони таки справили враження не тільки на родичів, але й на гостей сім'ї (коло друзів клану Тагорів було широким від митців, редакторів газет до чиновників англійців і родини радж Бенгалії та інших земель).
Рабіндранат Тагор вчився спочатку вдома, потім у приватних школах, зокрема в Східній семінарії в Калькутті, в педагогічному училищі та Бенгальській академії, де вивчав бенгальську історію і культуру. Дома його навчав брат Гемендранат (Hemendranath). Окрім фізичної витривалості, (наприклад, купання в річці Ганг, тривалі походи через горбисті райони та практика дзюдо і місцевої боротьби Varma Kalai)— він також приділяв багато уваги вивченню бенгальської мови, анатомії, малювання, географії, гімнастики, історії, літератури, математики, англійської та санскриту. Усі свої знання він черпав у своїй високоосвіченій родині. Згодом продовжив навчання в школах, і надалі в академіях.
В одинадцять років, Рабіндранат пройшов «upanayan» — обряд посвячення в повноліття: він та двоє його родичів були поголені наголо і відправлені до притулку, де вони повинні були провести певний час, співаючи мантри та медитуючи. Рабіндранат потім проходив крізь інші обряди та дійства, та врешті отримав священний шнур інвеституру. Згодом Рабіндранат Тагор повернувся додому й продовжив свої пізнання наук та світу.
Тепер під опіку його взяв рідний батько-брахман і 14 лютого 1873 року, Рабіндранат та Дебендранат Тагор разом вирушили з Калькутти в мандри Індією, хлопчик був приголомшений красою побаченого, багатством багатовікової культурної спадщини. Під враженням тих мандрів та спілкування з батьком, Рабіндранат занурився у вивчення історії та культури свого народу, що вилилося ще й в його творчих доробках. Але згодом, саме в 14 років його спіткало страшне потрясіння — померла його матір Сарада Деві. Залишившись без матері, хлопець різко подорослішав, став самотнім та замкнутим. Рабіндранат припинив вивчання наук, покинув відвідувати школу, надаючи перевагу перебуванню в домі на самоті та самонавчанню.

### Початок творчості
У 1878 р. була опублікована епічна поема Тагора «Історія поета» («Kabikahine»). Того ж року він виїжджає до Англії вивчати право в Університетському коледжі Лондона, проте через рік, не отримавши диплома, повертається до Індії і якийсь час живе в Калькутті, де за прикладом старших братів починає писати. У 1883 р. він одружується з Мриналіні Деві, у шлюбі з якою у нього народжуються два сини й три доньки. Тагор випускає свої перші поетичні збірки: «Вечірні пісні» («Sandhya Sangeet», 1882) і «Вранішні пісні» («Prabhat Sangeet», 1883), які поклали початок його поетичній кар'єрі.
У 1890 р. на прохання батька Тагор став розпорядником родового маєтку в Шелайдехо в Східній Бенгалії, де жив в особняку і в будинку на воді на річці Падма. Сільські пейзажі та звичаї — головна тема віршів Тагора 1893—1900 рр., серед яких слід виділити збірки «Золота тура» («Sonar Tari», 1894) і «Мить» («Khanika», 1900). «Це був найпродуктивніший етап моєї літературної діяльності», — писав згодом про цей час сам поет. Образ «золотої тури», метафори людського життя, в потоці часу зустрічається і в подальших творах Тагора. У «Миті» романтично підведений стиль ранніх віршів поступається місцем більш розмовному, що викликало обурення багатьох індійських критиків того часу, яких вразив самобутній поетичний голос Тагора.
У 1901 р. Тагор переїхав у Шантіникетан, сімейний маєток під Калькуттою, де разом з ще п'ятьма вчителями відкрив школу, заради чого дружина Тагора продала велику частину коштовностей, а сам поет — авторське право на видання своїх творів. У той час Тагор поєднував викладання з літературною працею, пише не тільки вірші, але і романи, розповіді, книги з історії Індії, підручники й статті з питань педагогіки.
Після смерті дружини в 1902 р. Тагор опублікував збірку ліричних віршів «Пам'ять» («Sharan»), пронизаних щемливим відчуттям втрати. У 1903 р. від туберкульозу померла донька, а в 1907, від холери — молодший син поета.

### Міжнародна відомість
У 1912 р. старший син вирушив вчитися до США у сільськогосподарському коледжі університету Іллінойсу, і Тагор, який поїхав разом з ним, зробив зупинку в Лондоні, де показав свої вірші у власному перекладі англійською мовою Вільяму Ротенстайну, англійському живописцю та літераторові, з яким він познайомився роком раніше в Індії. Того ж року, за сприяння Ротенстайна в «Індійському товаристві» («India Society») вийшли «Жертовні пісні» («Gitanjali»), з передмовою Вільяма Батлера Єйтса, після чого Тагор став відомим в Англії та США. Езра Паунд, у той час неофіційний секретар Єйтса, хвалив вірші Тагора за «вищу мудрість, нагадування про все те, що в хаосі західного життя, у натовпі великих міст, в тріскотні комерційної літератури, у круговерті реклами вилітає з голови». Багато шанувальників Тагора уявили собі поета містичним голосом народу всієї Індії.

### Нобелівська премія
Тагор отримав Нобелівську премію з літератури в 1913 році «за глибоко відчуті, оригінальні й прекрасні вірші, в яких з винятковою майстерністю виразилося його поетичне мислення, що стало, за його власними словами, частиною літератури Заходу». У своїй промові представник Шведської академії Гаральд Єрне відзначив, що «найбільше враження на членів Нобелівського комітету справили „Жертвенні пісні“». Єрне також згадав англійські переклади інших, як поетичних, так і прозаїчних, творів Тагора, що в більшості своїй були опубліковані в 1913 році. Відмітивши, що вірші Тагора «наповнені загальнолюдським смислом», Єрне назвав поета «фігурою, що зближує світ Сходу і Заходу».
Тагор, що знаходився того часу в США, на урочистій церемонії не був присутній, але прислав телеграму, в якій виражалася вдячність «за широту поглядів, що роблять далеке, — близьким, а чуже — рідним». У відсутність лауреата нагорода була вручена англійському послові у Швеції. Грошову премію Тагор пожертвував своїй школі, Візва-Бхараті, що стала після Першої світової війни університетом з безплатним навчанням.
У 1915 році Тагор отримав лицарське звання, проте через чотири роки, після розстрілу британськими військами мирної демонстрації в Амрітсарі, від нього відмовився. Протягом подальших тридцяти років поет здійснив поїздки до Європи, в США, до Південної Америки та на Близький Схід. Його картини (Тагор почав займатися живописом у віці 68 років) були виставлені в Мюнхені, Нью-Йорку, Парижі, Москві, в інших містах світу.

### Останні роки
Тагор був ушанований почесним ступенем чотирьох університетів Індії, був почесним доктором Оксфордського університету.
Полум'яний патріот, Тагор не виявляв великої цікавості до політики, і його відмова підтримати Махатму Ґанді розчарувала багатьох його прихильників в Індії. Тагор міркував, що важливіше не зміна уряду, а відродження народу, і вважав, що можливо звести воєдино все найкраще в культурах Сходу і Заходу. З цією метою він заснував у 1901 році в Шантіникетоні (Болпур) школу для хлопчиків, а в 1921 — міжнародний університет Вішвабхараті, для учених, охочих займатися східними цивілізаціями. Цьому університету і завданню світового єднання в інтернаціональній культурі Тагор приділяв велику частину свого часу останніми роками життя.
Він помер у Калькутті, в 1941 році, після тривалої хвороби.

## Особливості творчості Рабіндранат Тагора
Літературний доробок Рабіндранат Тагора великою мірою відзначався через призму його поетичної творчості, проте, він також писав романи, есе, оповідання, історичні та подорожні нотатки, драми, і тисячі пісень. З прози Тагора, його короткі історії, отримали найвищу оцінку, навіть більше, йому вдалося поєднати у своїх творах особливості бенгальського світосприйняття та популяризувати свою рідну бенгальську мову. Його роботи часто відрізнялися ритмічністю, оптимістичністю і ліричним характером. Але найголовнішою сутністю більшості його творів — це змалювання життя простих людей.

### Драма
Хоча на Заході Тагор більше відомий як поет, він був також автором численних п'єс: «Жертвоприношення» («Visarjan», 1890), герой якої, молода людина, зайнятий болісними пошуками істини; «Пошта» («Dakghar», 1912) — сумна історія підлітка; «Червоні олеандри» («Rakta-Karabi», 1925) — драма соціального і політичного протесту. Численні новели Тагора, в основному з життя бенгальського селянства, вперше з'явилися англійською мовою в 1913 р. в збірці «Голодні камені та інші розповіді» («Hungry Stones and Other Stories»).

### Мистецькі твори
Живописом займався з 1929 до 1941 року. Тагор є автором близько 2500 малюнків, які брали участь у виставках Індії, Європи та Азії. Дебютна виставка відбулася у Парижі, на запрошення діячів мистецтва, з якими художник спілкувався у Франції.
У деяких його пейзажах і автопортретах простежується захоплення імпресіонізмом. Він наслідував численним стилям, зокрема ремеслам півночі Нової Ірландії, різьбі народності хайда із західного берега Канади (Британська Колумбія) і ксилогравюрам Макса Пехштейна.

## Оцінка творчості
На думку його літературного секретаря Амії Чакраварті, Тагор був радий, що його твори користувалися у простих бенгальців такою популярністю, що сприймалися як народні. «Люди в далеких індійських селах співали його пісні (яких поет написав понад 3 тисячі), читали вголос його вірші, приводили його вислови, навіть не знаючи, хто їхній автор, — писав Чакраварті. — Погоничі волів, поромники, сільськогосподарські робочі сприймали його поетичний дар як частину багатовікового культурного надбання».
Хоча Тагор до кінця 20-х рр. XX століття залишався широко відомий на Заході, інтерес до його творчості значно знизився. У своїй монографії про Тагора Мері Лейго пояснює це двома причинами. По-перше, велика частина англійських перекладів творів Тагора (окрім, природно, авторизованих) опинилася не в змозі передати дійсний смисл і красу його рядків. По-друге, багато ранніх віршів поета, а також його останні книги ніколи не перекладалися і доступні тільки бенгальським читачам. З погляду індійського дослідника Крішни Кріпалані, «головне значення Тагора полягає в тому імпульсі, який він додав розвитку індійської культури та думки. Він дав своєму народу віру в його власну мову, в його культурну й етичну спадщину».

## Доробок Рабіндраната Тагора

### Твори написані на бенґалі
- 1878 Kabi-Kahini («Історія поета» історія у віршах).
- 1880 Bana-phul («Квітка Woods» історія у віршах).
- 1881 Balmiki Pratibha («Балмікі Пратібху» музична драма); Bhagna-hridaya («Розбите серце» драма у віршах); Rudrachanda («Рудрачандра» драма у віршах); Europe-prabasir patra («Листи від прибульців з Європи»).
- 1882 Sandhya Sangeet («Вечірні пісні» колекція пісень); Kal Mrigaya («Кал Мріґайя» музична драма).
- 1883 Bouthakuranir Haat («Юна королева на ринку» новела); Prabhat Sangeet («Вранішні пісні» збірка лірична); Vividha Prasanga («Вівідга Прасанґа» збірник есе).
- 1884 Prakritir Pratisodh («Пракріті Пратісодх» драма у віршах); Bhanu Singha Thakurer Padabali (collection of poems written after Vaishnava poets under the pen name of 'Bhanu Singha') («Бгану Сінгха Тгакурер Падабалі» збірка віршів, написаних під впливом поетів вайшнавів під псевдонімом «Бгану Сінґха»); Chhabi O Gaan («Ескізи та пісні» збірка віршів); Nalini («Наліні» прозова драма); Saisab Sangeet («Вірші з дитинства» збірка віршів).
- 1885 Rammohan Roy (памфлет «про Раммохан Ройя»); Alochona («Обговорення» збірник есе); Rabichhaya («Рабічгайя» збірник пісень).
- 1886 Kari o Kamal («Карі о Камаль» збірка віршів).
- 1887 Rajarshi («Раджарші» роман); Chithipatra («Читхіпатра» — листи).
- 1888 Mayar Khela («Маяр Кхела» музична драма); Samalochona («Коментарі» збірник есе).
- 1889 Raja 0 Rani («Раджа і Рані» — король і королева, драма у віршах).
- 1890 Visarjan («Вісарджан» драма); Manasi («Манас — серце бажання» збірка віршів); Mantri Abhisek (Мантра Абхісек — поема молитва).
- 1891 Europe Jatrir Diary («Щоденник мандрівника в Європі»).
- 1892 Chitrangada («Читранґада» -драма у віршах); Goray galad («Ґорай Ґалад» комедія); Joy parajay («Джой параджай» розповідь).
- 1893 Europe Jatrir Diary Part II («Щоденник мандрівника в Європі» — частина ІІ); Ganer Bahi O Valmiki Pratibha (збірка пісень «Ґанер Бахи Про Вальмікі Пратібху»).
- 1894 Sonar Tari («Золотий Човен» колекція поем); Chhoto galpo («Чхото ґалпо» збірка з 15 коротких оповідань); Chitrangada O Viday-Abhisap («Читранґада о Відай-Абхісап»); Vichitra Galpa («Вічитра Ґалпа» частини I & II); Katha-Chatustaya («Катха-Чатустайя» чотири коротких оповідань).
- 1895 Chhele-bhulano Chhara («Чхеле-бхулано Чхара» дитячі віршики); Galpa-Dasak (Ґалпа-Дасак десять оповідань).
- 1896 Chitra («Читра» збірка віршів); Malini («Малініа» драма); Chaitali («Чайталі» збірка віршів); Nadi («Наді-річка» довга поема); Sanskrita Siksha Parts I & II («Санскрит сікша» підручник (частини I & II)).
- 1897 Baikunther Khaata («Рукопис Баікунтха» комедія); Pancha Bhut («П'ять елементів» збірник есе).
- 1899 Kanika («Каніка» збірка коротких віршів та епіграм).
- 1900 Galpoguchha («Ґалпоґучха» збірка коротких оповідань); Kshanika («Кшаніка» збірка віршів); Kalpana («Калпана» збірка віршів); Katha («Катха-Океан» збірник балад); BrahmaUpanishad («БрахмаУпанішад» релігійні есе); Kahini («Кагіні» збірка драм у віршах і довгих поем).
- 1901 Galpa («Ґалпа» оповідання (друга частина Galpaguchha)); Bangla Kriyapader Taalika («Банґла Кріяпадер Тааліка»); Aupanishad Brahma («Аупанішад Брахма» релігійні есе); Naivedya («Найведья» збірка віршів); Brahma-mantra («Брахма-мантра» релігійні нариси).
- 1903 Chokher Bali («Чокгер Балі» роман); Sishu («Дитині» дитячі вірші); Karmaphal («Кармапхал» історії).
- 1904 Nastaneer («Настанір-будинок Розпусти» роман); Chirakumar Sabha («Клуб бакалаврів» роман, що був пізніше випущений окремо як Праджапатір Нірбандха); Ingraji Sopan, Part I («Інґраджі Сопан» підручник (частина І))
- 1905 Baul («Баул» збірка пісень); Atmasakti («Атмасакті» збірка політичних есе і лекцій)
- 1906 Naukadubi («Руїни» роман); Bharatbarsha («Індія» збірка політичних есе і лекцій); Rajbhakti («Раджбгакті» політичний нарис); Deshnayak («Дешнаяк» політичний нарис); Ingraji Sopan, Part II («Інґраджі Сопан» підручник (частина II)); Kheya («Кхейя» збірка віршів)
- 1907 Adhunik Sahitya («Адхунік Сахітья-Сучасна література» збірник есе); Lokasahitya («Локасахіт'я-Література народу» збірник есе); Prachin Sahitya («Прачін Сахітья-Давня література» збірник есе); Sahitya («Сахітья-Література» збірник есе); Vichitra Prabandha («Вічита Прабандга» збірка есе); Charitrapuja («Чарітрапуджа-Данина поваги Великого життя» збірник есе); Hasya-Kautuk («Гася Каутук» гумористичні замальовки); Byanga-Kautuk («Бянґа Каутук» сатиричні замальовки)
- 1908 Mukut («Мукут» прозова драма); Path-O-Patheya («Патг-о-Патгея» есе); Raja Praja («Раджа Праджа-короля і його піддані» збірка політичних есе); Samuha («Самуга» збірка політичних есе); Swadesh («Моя країна» збірка політичних і соціологічних есе); Swamaj («Суспільство» збірник есе); Saradotsav («Осінній фестиваль» драма).
- 1909 Brahma Sangeet («Брахма Санґет» колекція релігійних пісень); Vidyasagar-charit («Відьясаґар-Чаріт» два есе); Dharma («Дхарма-Релігія» збірник есе); Chayanika («Чаяніка» збірка віршів); Prayaschitta («Праясчитта» драма); Sabdatattwa («Сабдататтва» збірник статей з філології бенґалі).
- 1910 Raja («Раджа» драма); Gora («Ґора» роман); Gitanjali («Ґітанджалі» оригінальні пісні).
- 1911 Aatti Galpa («Аатті Ґалпа» вісім оповідань).
- 1912 Achalayatan («Ачалаятан» драма); Dakghar («Почтамп» драма); Galpa Chaariti («Ґалпа Чааріті» чотири оповідання); Jiban-Smriti («Джібан-Смріті» спогади); Chhinnapatra («Чхіннапатра» листи); Patha Sanchay («Патха Санчай» підручник); Dharmasiksha («Дхармасікша» есе); Dharmer Adhikar («Дхамер Адхікар» есе).
- 1914 Utsarga («Утсарґа-Присвята» збірка віршів); Gitimalya («Ґітімалья-Гірлянда» збірка пісень); Gitali («Ґіталі» збірка віршів і пісень).
- 1915 Bichitra Path («Бічитра Патх» вибране, для використання студентами); Kavyagrantha («Кавяґрантха» десять томів віршів і драм).
- 1916 Ghare Baire («Будинок і світ» роман); Balaka («Лебідь» збірка віршів); Chaturanga (Чатуранґа роман); Phalguni («Фалгуні-цикл Весна» драма); Sanchaya (Санчая збірка есе).
- 1917 Anubad-charcha («Анубад-Чарча» підручник); Kartar Ichhaye Karmo («Картар Ічхайє Кармо» лекція).
- 1918 Palataka («Палатака» історії у віршах); Guru («Гуру» сценічна версія Achalayatan).
- 1919 Japan-jatri («Подорож до Японії»).
- 1920 Poila Nombor («Поіла Номбор» короткі оповіді); Arupratan («Арупратан» сценічна версія Raja).
- 1921 Barsa-mangal («Фестиваль Дощу»); Sikshar Milan («Зустріч культур» лекція); Rinsodh («Рінсодг» сценічна версія Saradotsav); Satyer Ahovaan («Сатьєр Аговаан» лекція).
- 1922 Sishu Bholanath (Сішу Бхоланатх вірші дитини); Lipika («Ліпіка-Листи» прози-вірші); Muktadhara («Муктадгара» драма).
- 1923 Basanta («Весна» музична драма).
- 1925 Purabi («Пурабі» збірка віршів); Griha prabesh («Ґріга прабеш» драма); Sankalan («Санкалан» збірка прози); Sesh barshan («Сеш баршан» музична драма).
- 1926 Rakta karabi («Червоні олеандри» драма); Natir puja («Натір Пуджа» драма); Prabahini («Прабагіні» збірка пісень); Chirakumar sabha («Чіракумар Сабха» сценічна версія Prajapatir Nirbandha); Sodh bodh («Вся площа» комедія); Lekhon («Лекхон — Автографи» вірші з англійського перекладу).
- 1927 Ritu ranga («Ріту Ранга» музична драма).
- 1928 Sesh raksha («Сеш Ракша» сценічна версія Galad Goray); Palliprakriti («Палліпракріті» адресується до річниці Sriniketan).
- 1929 Sesher Kabita («Останній вірш» роман); Mahua («Магуа» збірка віршів); Tapati («Тапаті» драма), Jogajog («Джоґаджоґ» роман); Paritran («Парітран» сценічна версія Prayaschitta); Jatri («Листи з-за кордону»).
- 1930 Sahaj path — parts I & II («Сахаджа шлях» підручник (частина І та II)); Ingreji sahaj siksha — parts I & II («Інґреджі шлях сікша» підручник (частина І та II)); Patha parichay, parts II—IV («Патга парічай» текст книги (частини II—IV)).
- 1931 Shapmochan («Шапмочан» музична драма); Russiar chithi («Листи з Росії»); Nabin («Набін» музичні твори); Banabani («Банабані» вірші).
- 1932 Parisesh («Парісеш» збірка віршів); Punascha («Пунасча» збірка віршів); Kaler jatra («Калера Джатра» два драматичних твори).
- 1933 Chandalika («Чандаліка» драма); Tasher Desh («Ташер Деш» музична драма); Bansari («Флейта» драма).
- 1934 Malancha («Маланча» роман); Char Adhyay («Адгія Чар» — Чотири голови роман); Sraban gatha («Срабан ґатга» збірка пісень).
- 1935 Bithika («Бітгіка» збірка віршів); Sesh saptak («Сеш саптак» збірка віршів).
- 1936 Shyamali («Шямалі» вірші); Patraput («Патрапут» вірші); Chhanda («Чганда» есе по бенгальських поемах).
- 1937 Biswaparichay («Вісвапарічай» статті про сучасну фізичну астрономію); Khapchhara («Кхапчхара» рими); Kalantar («Калантар» есе); Shay («Шай» дитячі оповідання); Chharar chhobi («Чхарар чхобі» вірші).
- 1938 Senjuti («Сенджуті» поеми); Bangla Bhasha Parichay («Бангла бхаша Парічай» трактат про бенгальською мовою); Prantik («Прантік» вірші).
- 1939 Shyama (Шьяма танцювальна драма); Prahasini («Прагасіні» вірші); Akash pradip («Акаш прадіп» вірші).
- 1940 Nabajatak («Новонароджений» вірш); Sanai («Санаі» вірші); Rog sajyay («В лікарняному ліжку» вірші); Tin songi («Трьом товаришам» оповідання); Chhelebela («Дні мого дитинства» спогади).
- 1941 Sabhyatar sankat («Криза цивілізації» есе); Janmadine («День народження» вірші); Arogya («Ароґ'я» вірші); Galpo salpa («Ґалпо Салпа» оповідання та вірші для дітей)

### Твори написані англійською мовою
- 1912 Збірка «Ґітанджалі» Gitanjali (Пісні): Колекція зі 103 віршів, перекладених автором з його поетичних творів написаних бенгальською мовою (бенґалі)., Зі збірок — Gitanjali (51 вірш-пісня), Gitimalya (17), Naivedya (16), Kheya (11), Sishu (3), Chaitali (1), Smaran (1), Kalpana (1), Utsarga (1), Achalayatana (1)…..
- 1913 Збірка «Садівник» (The Gardener): Збірка віршів перекладених автором з його поетичних творів на бенґалі — Kshanika, Kalpana, Sonar Tari, Chaitali, Utsarga, Chitré, Manasi, Mayar Khela, Kheya, Kari O Kamal, Gitali і Saradotsav.
- Збірка «Півмісяць» (The Crescent Moon): дитячі вірші.
- Драма «Читра» (Chitra): драма, переклад з Читранґада (Chitrangada).
- Есе «Садхана: Реалізація життя» (Sadhana: The Realisation of Life).
- «Сто віршів Кабіра» (One hundred poems of Kabir) — переклад Тагора.
- 1916 «Збір фруктів» (Fruit Gathering): вірші перекладені Рабіндранатом з Gitali, Gitimalya, Balaka, Katha, Катха, Kheya, Smarana, Chitra т.д.
- «Голодні каміння та інші оповідання» (Hungry Stones and other stories): 12 прозових історій.

## Вшанування пам'яті

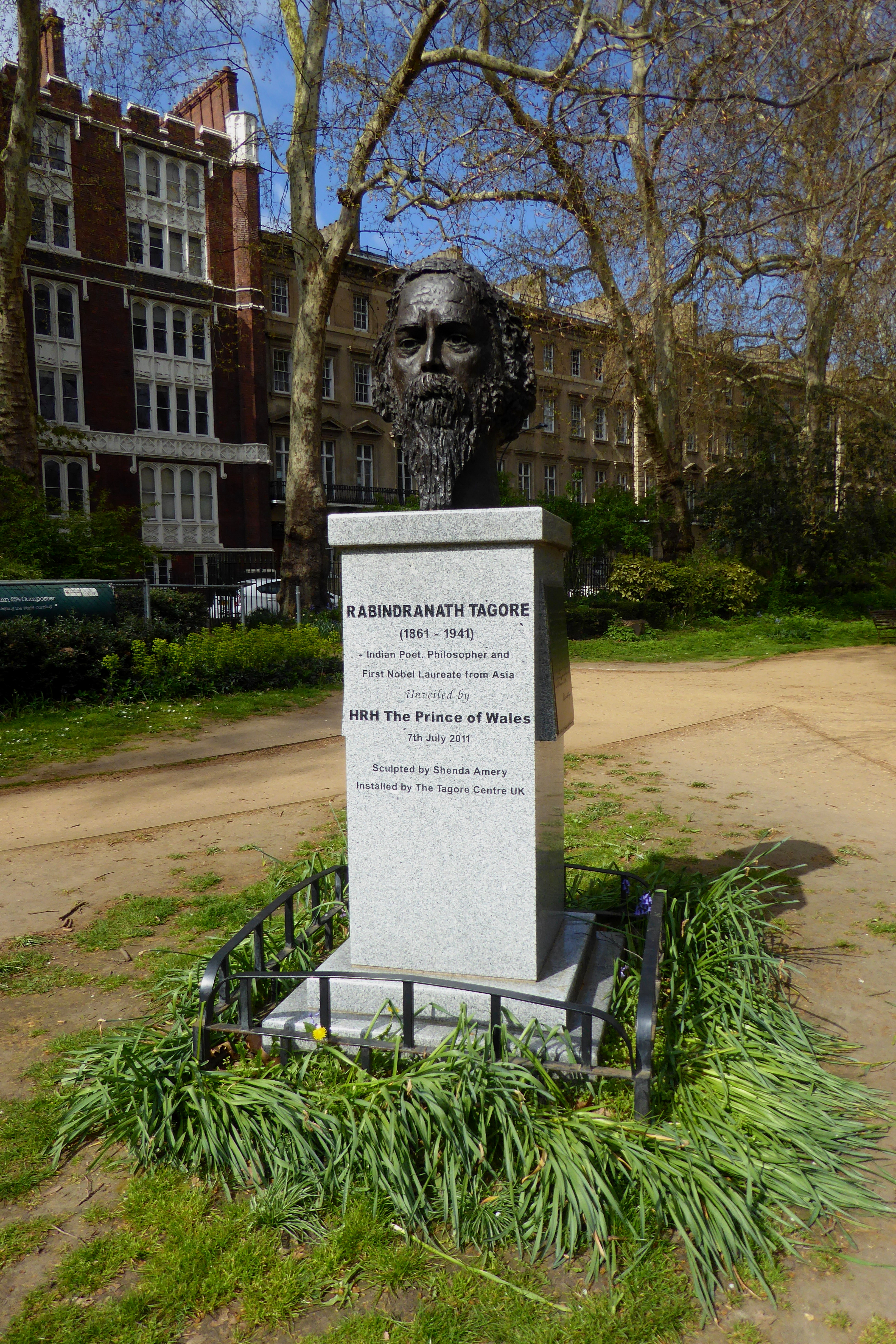
Погруддя Тагору у Лондоні
Погруддя Тагору у місті Балатонфюред (Угорщина)